# Curtis Priem
Curtis R. Priem es un científico de la computación y empresario estadounidense conocido por ser uno de los cofundadores de la empresa Nvidia.

## Biografía
Recibió una licenciatura en ingeniería eléctrica del Instituto Politécnico Rensselaer en 1982. Diseñó el primer procesador de gráficos para PC, el IBM Professional Graphics Adapter.
De 1986 a 1993, fue ingeniero senior en Sun Microsystems, donde desarrolló el chip gráfico GX.
Cofundó NVIDIA con Jen-Hsun Huang y Chris Malachowsky y fue su director técnico de 1993 a 2003. Se retiró de NVIDIA en 2003.
En 2000, RPI lo nombró Emprendedor del Año. De 2003 a 2007 fue síndico de Rensselaer. En 2004 anunció que donaría $40 millones de dólares sin restricciones al Instituto. Posteriormente, Rensselaer creó el Centro de artes escénicas y medios experimentales Curtis R. Priem, llamado así en su honor y generalmente denominado "EMPAC" para abreviar.
También es presidente de la Fundación de la Familia Priem, que estableció con su esposa Veronica en septiembre de 1999. La fundación no está operativa (no tiene oficina ni personal y, por lo tanto, no tiene gastos generales) y existe solo para dar dinero a otras fundaciones o organizaciones benéficas.